# Silvio Martinello
Silvio Martinello (* 19. Januar 1963 in Padua) ist ein ehemaliger italienischer Radrennfahrer und Olympiasieger. Er war der erfolgreichste und vielseitigste italienische Radrennfahrer der 1990er Jahre. Zuletzt kommentierte er die Fernsehübertragungen des Giro d’Italia und anderer Radsportwettbewerbe im italienischen Fernsehsender Rai.

## Sportliche Laufbahn
Martinello war Teilnehmer der Olympischen Sommerspiele 1984 in Los Angeles. Im Punktefahren kam er auf den 16. Rang.
1985 wurde Silvio Martinello gemeinsam mit Roberto Amadio, Massimo Brunelli und Gianpaolo Grisandi Amateur-Weltmeister in der Mannschaftsverfolgung. Im Jahr darauf wurde er Profi-Rennfahrer.
1995 wurde Martinello zweifacher Weltmeister, im Punktefahren sowie mit Marco Villa im Zweier-Mannschaftsfahren.
Bei den Olympischen Spielen 1996 in Atlanta gewann Martinello die Goldmedaille im Punktefahren, vier Jahre später in Sydney gemeinsam mit Marco Villa die Bronzemedaille im Zweier-Mannschaftsfahren. Insgesamt holte er u. a. vier Weltmeistertitel und elf nationale italienische Titel. Er startete bei insgesamt 97 Sechstagerennen, von denen er 28 gewann, 16 davon gemeinsam mit Villa. Das Duo liegt damit auf Platz sechs der besten Sechstage-Paarungen (Stand 2017). Weitere prominente Partner von Martinello waren unter anderen Rolf Aldag, Erik Zabel und Bjarne Riis.
Viermal startete Martinello bei der Tour de France; 1994 wurde er Zweiter der Punktewertung, hinter Dschamolidin Abduschaparow. Den Giro d’Italia bestritt er neun Mal; 1991 und 1996 gewann er jeweils eine Etappe. 1996 trug er zudem vier Etappen lang das Maglia Rosa. Bei der Vuelta a España ging er einmal an den Start.
2003 beendete Silvio Martinello im Alter von 40 Jahren seine aktive Radsportlaufbahn.

## Berufliches und Familie
Martinello beendete seine aktive Radsportlaufbahn unter anderem deshalb, weil ihm eine Stelle als Kommentator bei der RAI angeboten worden war. Ab 2013 war er als technischer Direktor der TV-Übertragungen des Giro tätig. Im Februar 2019 gab er über Facebook bekannt, dass er künftig nicht mehr für RAI Sport tätig sein werde, wobei er von einer „gewissen Bitterkeit“ sprach. In der Folge kommentierte er Radrennen für den Hörfunk von RAI. Im Oktober 2020 kündigte er, bei den im Februar 2021 anstehenden Wahlen für das Amt des Präsidenten des italienischen Radsportverbandes Federazione Ciclistica Italiana zu kandidieren. Bei der Abstimmung unterlag er dem Mailänder Unternehmer Cordiano Dagnoni, einem früheren Rennfahrer und Schrittmacher.
Martinello betreibt einen Fitness-Club in Selvazzano Dentro nahe Padua und organisiert selbst Radrennen, wie 2008 das Sechstage-Rennen von Mailand.
Sein Sohn Nicolò Martinello war bis 2014 ebenfalls als Radrennfahrer aktiv. Seine Tochter Francesca betätigte sich im Triathlon und war anschließend als Springreiterin erfolgreich.

## Ehrungen
Im Juni 2017 wurde im Velodromo Pier Giovanni Mecchia von Portogruaro eine der Kurven nach Silvio Martinello benannt.

## Erfolge

### Bahn
1985
- Amateur-Weltmeister – Mannschaftsverfolgung (mit Roberto Amadio, Massimo Brunelli und Gianpaolo Grisandi)

1989
- Italienischer Meister – Einerverfolgung

1990
- Italienischer Meister – Punktefahren

1991
- Italienischer Meister – Punktefahren

1995
- Weltmeister – Punktefahren, Zweier-Mannschaftsfahren (mit Marco Villa)
- Italienischer Meister – Punktefahren, Zweier-Mannschaftsfahren (mit Marco Villa)

1996
- Olympiasieger – Punktefahren
- Weltmeister – Zweier-Mannschaftsfahren (mit Marco Villa)
- Weltmeister – Punktefahren
- Italienischer Meister – Punktefahren, Zweier-Mannschaftsfahren (mit Marco Villa)

1997
- Weltmeister – Punktefahren
- Italienischer Meister – Punktefahren

1998
- Weltmeisterschaft – Zweier-Mannschaftsfahren (mit Andrea Collinelli)
- Weltcup in Berlin – Zweier-Mannschaftsfahren (mit Andrea Collinelli)
- Weltcup in Hyères – Zweier-Mannschaftsfahren (mit Marco Villa)
- Italienischer Meister – Punktefahren, Zweier-Mannschaftsfahren (mit Andrea Collinelli)

#### Sechstagerennen
1990
- Bassano del Grappa (mit Volker Diehl)

1995
- Grenoble (mit Marco Villa)

1996
- Bordeaux (mit Marco Villa)
- Bremen (mit Marco Villa)
- Mailand (mit Marco Villa)
- Herning (mit Bjarne Riis)

1997
- Bordeaux (mit Marco Villa)
- Medèllin (mit Marco Villa)
- Mailand (mit Marco Villa)
- Zürich (mit Marco Villa)

1998
- Dortmund (mit Rolf Aldag)
- Gent (mit Marco Villa)
- Kopenhagen (mit Marco Villa)
- Mailand (mit Etienne De Wilde)
- Berlin (mit Marco Villa)

1999
- München (mit Andreas Kappes)
- Mailand (mit Marco Villa)

2000
- Berlin (mit Marco Villa)
- Bremen (mit Andreas Kappes)
- Gent (mit Matthew Gilmore)
- Stuttgart (mit Andreas Kappes)
- Fiorenzuola d’Arda (mit Andrea Collinelli)

2001
- Berlin (mit Rolf Aldag)
- München (mit Erik Zabel)

### Straße
1991
- eine Etappe Giro d’Italia
- eine Etappe Giro del Trentino
- eine Etappe Tirreno–Adriatico

1992
- Drei Tage von De Panne

1996
- eine Etappe Giro d’Italia

1997
- eine Etappe Setmana Catalana de Ciclisme
- eine Etappe Galicien-Rundfahrt
- Gesamtwertung und eine Etappe Giro di Puglia

1998
- eine Etappe Vier Tage von Dünkirchen

1999
- eine Etappe Tour de Suisse

## Grand-Tour-Platzierungen
| Grand Tour            | 1988 | 1989 | 1990 | 1991 | 1992 | 1993 | 1994 | 1995 | 1996 | 1997 | 1998 | 1999 | 2000 |
| --------------------- | ---- | ---- | ---- | ---- | ---- | ---- | ---- | ---- | ---- | ---- | ---- | ---- | ---- |
| Giro d’ItaliaGiro     | 107  | 108  | –    | 149  | 99   | –    | –    | 92   | DNF  | –    | DNF  | –    | 105  |
| Tour de FranceTour    | –    | –    | –    | –    | –    | –    | 94   | DNF  | –    | –    | –    | 114  | –    |
| Vuelta a EspañaVuelta | –    | –    | DNF  | –    | –    | –    | –    | –    | –    | –    | –    | –    | –    |